# Spaxton
Spaxton is een civil parish in het bestuurlijke gebied Sedgemoor, in het Engelse graafschap Somerset met 1012 inwoners.

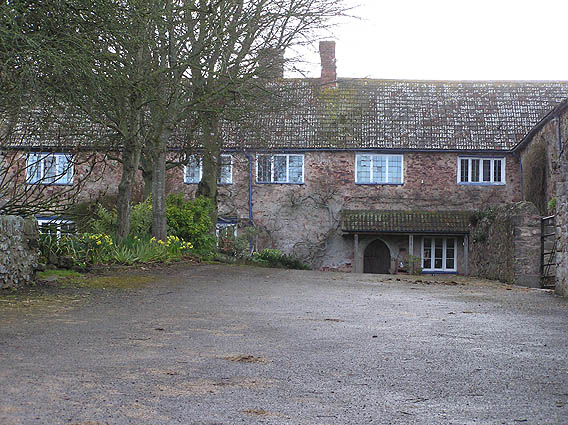
Court Farm